# Scorpaena calcarata
Scorpaena calcarata és una espècie de peix pertanyent a la família dels escorpènids.

## Descripció
- Fa 13 cm de llargària màxima.
- Té una glàndula verinosa.[5][6][7]

## Hàbitat
És un peix marí, associat als esculls de corall i de clima tropical (37°N-33°S) que viu entre 212-216 m de fondària.

## Distribució geogràfica
Es troba a l'Atlàntic occidental: des del Canadà, Carolina del Nord i el nord del Golf de Mèxic fins al Brasil. És absent de Bermuda, les Bahames i moltes altres illes de la mateixa àrea.

## Observacions
És verinós per als humans.